# Синяя корова
Синяя корова (Морская корова, Латвийская светло-голубая корова; латыш. zilā govs) — порода коров. Порода называется синей из-за окраски шкуры.
Оттенок голубого цвета шерсти может быть как ярко выраженный, так и более блёклый, сероватый.

## Происхождение
Первые упоминания зарегистрированы в 1900 годах в Российской империи.
У коров светло-голубой породы хорошая жизнеспособность в неблагоприятных условиях.
Синие коровы разводятся в Прибалтике и в некоторых регионах России. Евросоюз выделяет субсидии на разведение этой редкой породы.

## Предания
Древнее ливское предание гласит, что богиня моря по ночам выгоняла на берег у мыса Колки своё стадо синих коров попастись под луной и однажды, как раз в то время, когда морские девушки вели пастись синих морских коров, к морю вышла одна старушка. Однажды одна из коров отбилась от стада и задержалась на берегу. Рыбаки пристроили её в хозяйство и она стала родоначальницей земного рода.

## Символ
Синяя корова (латыш. Zilā govs) — один из официальных символов Латвии.